# Bukaresti Műszaki Egyetem
A Bukaresti Műszaki Egyetem (románul Universitatea Politehnică din București) Románia legnagyobb műszaki egyeteme, a világranglistán az első ötszáz egyetem között van.

## Története
Az egyetem története 1818-ig nyúlik vissza, amikor Gheorghe Lazăr megalakította Bukarestben az első román nyelvű műszaki főiskolát a Szent Sava (Sfântul Sava) kolostorban Şcoală tehnică superioară néven, amely 1832-től Colegiul de la Sfântul Sava néven működött tovább. 1864-ben Alexandru Ioan Cuza uralkodó rendelete alapján megalakult    
a Şcoala de Poduri şi Şosele, Mine şi Arhitectură. Az elnevezése többé-kevésbé megmaradt 1920-ig, amikor felvette a  Politehnica din București nevet. 1948-ban, a szocialista kormány átszervezte a tanügyet, és az egyetem neve Politechnikai Intézet (Institutul Politehnic din București) lett. Az 1989-es rendszerváltás után 1992-ben felvette az Universitatea Politehnica din București nevet. 2000-ben megalakult az egyetem múzeuma. 

## Az egyetem struktúrája
A Bukaresti Műszaki Egyetem Románia legnagyobb műszaki egyeteme tizenöt karral és több mint 25 ezer hallgatóval. Az oktatás és kutatás három campusban folyik. Az egyetem saját könyvtárral, kiadóval és szakfolyóirattal rendelkezik. 

## Fordítás
- Ez a szócikk részben vagy egészben  az   Universitatea Politehnică din București című román Wikipédia-szócikk fordításán alapul.  Az eredeti cikk szerkesztőit annak laptörténete sorolja fel. Ez a jelzés csupán a megfogalmazás eredetét és a szerzői jogokat jelzi, nem szolgál a cikkben szereplő információk forrásmegjelöléseként.